# Dar Bayram Turki
Le Dar Bayram Turki est une demeure de la médina de Tunis située sur la rue Sidi Ali Azzouz.
Il est classé dans l'inventaire de Jacques Revault, membre du Groupe de recherches et d'études sur le Proche-Orient, comme l'une des grandes demeures citadines historiques de Tunis. C'est un exemple d'une élégante demeure de l'ancien style hafside.

## Historique
Travaillant auprès de Youssef Dey, Hadj Abdou Bairam Turki y aurait habité vers 1616. Ce personnage appartient à une grande famille d'origine turque qui a donné une lignée illustre de dignitaires religieux.

## Architecture
Les parties communes sont établies sur la voie privée des makhzens (magasins) précédant l'entrée et les cuisines.
L'habitation est composée d'une driba, de cuisines (dwiriya) et d'un patio dont le sol et les murs sont revêtus de calcaire (kaddâl) et qui est encadré sur deux côtés par une colonnade aux chapiteaux de style turc. Les appartements se répartissent sur trois des quatre côtés de la demeure. On y trouve des traces de décor, comme du carrelage émaillé (verts et jaunes), des frises de stuc superposées, des cartouches épigraphiques, des rosaces et des arceaux aux motifs andalous.